# Droit d'albergue
Le droit d'albergue (du latin médiéval, alberga, albergarium, signifiant demeure, logement, auberge) est un droit prévu dans les actes de donation faits par un seigneur qui oblige le bénéficiaire, vassal, écuyer, gens d'arme, congrégation religieuse et tout sujet à lui offrir le gîte et le couvert quand il passe dans le fief, ou une fois l'an.
Ce droit d'albergue est apparu à l'époque où les seigneurs n'avaient pas de gîte commode quand ils voyageaient dans leur domaine.
À une époque plus récente, ce droit n'est plus qu'un droit dû en argent. En Provence, le droit d'albergue est payé par une plus grande partie de la population que d'autres impôts, comme la queste dont les plus pauvres sont exemptés de fait.
Ce droit est plus particulièrement connu dans la province du Languedoc.[réf. nécessaire]
Le droit d'albergue dû au roi, à cause des terres de son domaine, se paie en argent, suivant l'évaluation qui en a été faite par lettres-patentes du mois d'octobre 1712.